# Redmond (Washington)
Pour les articles homonymes, voir Redmond.
Redmond est une ville américaine du comté de King, dans l'État de Washington (États-Unis). La ville est située dans la banlieue de Seattle.
Cette ville abrite le siège social de l'éditeur de logiciels Microsoft et de la branche américaine de Nintendo. Bill Gates et Steve Ballmer habitent près de Redmond, et Paul Allen, mort en 2018 y résidait aussi. La ville est également connue pour ses nombreux parcs, son vélodrome (le seul de l'État), et ses courses de vélo.

## Histoire
Les Amérindiens ont habité la région de Redmond il y a 3 000 ans. Le premier colon blanc arriva dans les années 1870. Luke McRedmond acquit des terres à côté de la Sammamish River le 9 septembre 1870 et l'année suivante Warren Perrigo prit un terrain adjacent au sien. Il y avait tellement de saumons dans les rivières des environs que la colonie fut initialement appelée Salmonberg. D'autres habitants arrivèrent, et avec la création du premier bureau de poste en 1881, le nom de la communauté devint Melrose. Ce nom provenait de celui de la taverne à succès de Perrigo, Melrose House, ce qui ne plut pas à McRedmond: après son accession au poste de chef du bureau de poste, il changea avec succès le nom de la ville en Redmond en 1883.
L'abondance de poissons et de forêts de Redmond créa des emplois pour les bûcherons et les pêcheurs, et avec ceux-ci arriva une demande en biens et services, ce qui fit arriver des commerçants. L'industrie du bois s'étendit de manière significative lorsqu'une voie de chemin de fer fut construite à travers la ville. Après avoir dépassé la population de 300 habitants, Redmond fut incorporée le 31 décembre 1912.
Redmond fit cependant face à un retournement économique dans les années 1920. La Prohibition obligea les saloons à fermer, ce qui eut un impact sur les finances de la ville. Les forêts étaient très diminuées à cause d'une déforestation lourde, et les usines à bois fermèrent à leur tour. Heureusement, les terres issues de la déforestation permirent l'installation de cultures. L'agriculture devint donc la première activité de Redmond, et permit de nourrir ses habitants durant la Grande Dépression. Lorsque les États-Unis entrèrent dans la Seconde Guerre mondiale, le travail de guerre devint temporairement l'économie principale.
Après la guerre, la croissance de Redmond commença sérieusement, avec de nombreuses annexions entre 1951 et 1967 qui lui permirent de devenir trente fois plus grande qu'auparavant. L'achèvement de l'Evergreen Point Floating Bridge sur le lac Washington en 1963 permit à la ville de devenir une banlieue de Seattle. En 1978 le bureau de recensement proclama que Redmond était la ville à la croissance la plus rapide de l'État. Beaucoup de sociétés de technologie s'installèrent en ville, et la population croissante demanda plus de magasins au détail. Un boom commercial arriva durant les années 1990, son point culminant étant l'ouverture du Redmond Town Center, un centre commercial régional, sur le site d'un terrain de golf depuis longtemps abandonné. Ces dernières années la ville a subi des problèmes à cause de son expansion trop rapide, au niveau de l'étalement urbain et du trafic routier. Pour les résoudre plusieurs projets sont en cours : l'expansion de la SR520 et du Evergreen Point Floating Bridge, ainsi qu'un réseau de tram-train entre Seattle et la ville durant la seconde phase de Sound Transit.

## Économie

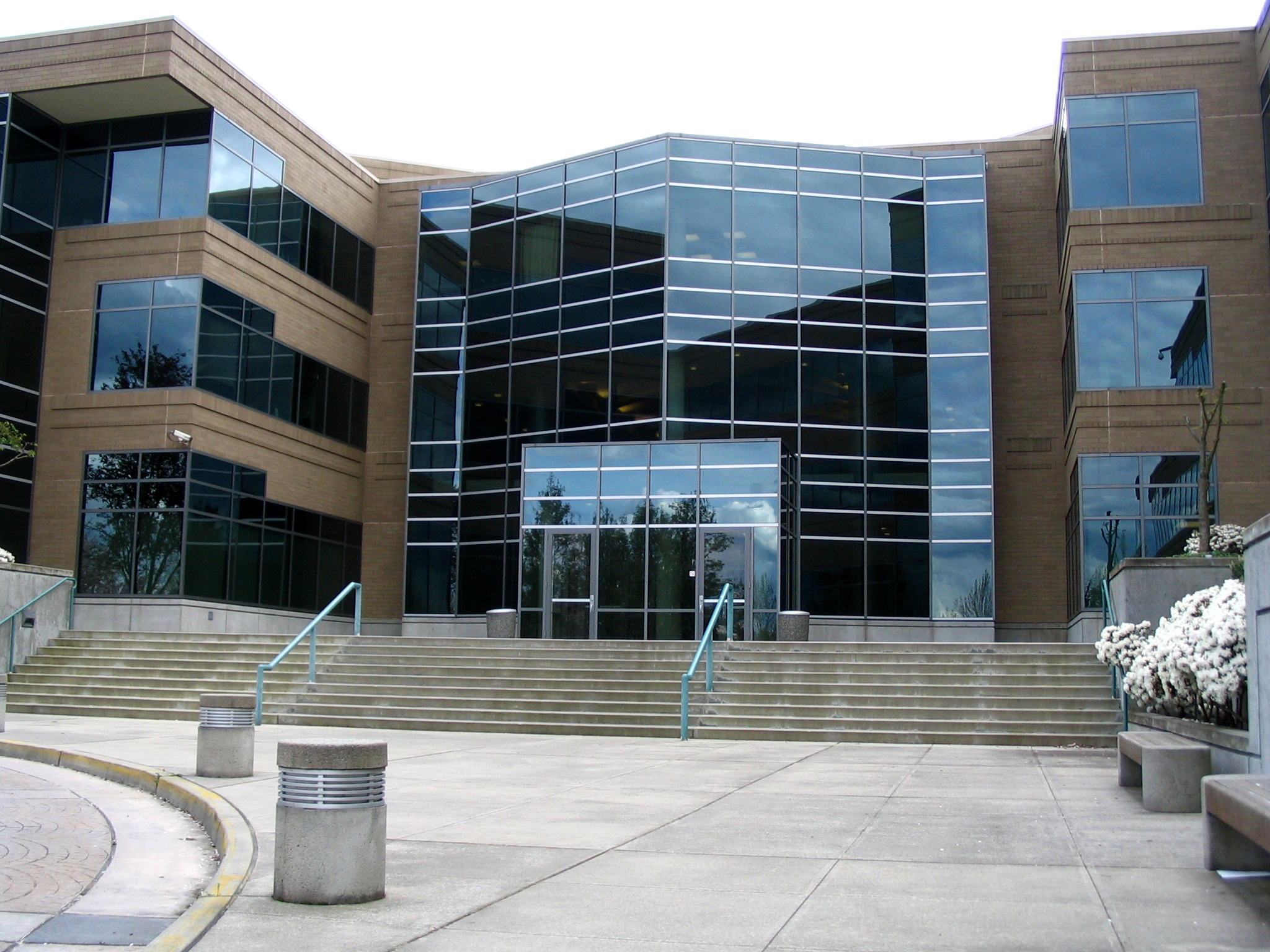
Siège social de Microsoft à Redmond.

De nombreuses compagnies des industries de haute technologie ont leur siège social à Redmond. Le plus grand employeur de la ville est de loin Microsoft avec plus de 30 000 travailleurs à plein temps (à Puget Sound) et plus de 750 000 m2 de bureaux. Microsoft est d'ailleurs communément surnommé « la firme de Redmond ». Les autres entreprises sont Nintendo (section Amérique), Data I/O Corporation, Genie Industries (Terex) et Medtronic.
Safeco, l'un des principaux employeurs de la ville, a annoncé en avril 2005 qu'il consoliderait ses bureaux dans le quartier de l'université de Seattle.

## Parcs
Redmond possède 23 parcs publics (4 km2 au total). La plupart d'entre eux sont des parcs de quartiers avec des tables de pique-nique et des espaces pour le sport. Le plus grand est le Marymoor Park (2,3 km2), l'un des plus populaires du comté de King. Il comprend le vélodrome, un rocher d'escalade, un grand parc pour chiens et un théâtre en plein air.
La ville offre aussi 27 kilomètres de sentiers pour la randonnée, le vélo et l'équitation. Le chemin de la Sammamish River rejoint le chemin de Burke-Gilman à Bothell et peut être suivi sur toute sa longueur vers le quartier Ballard de Seattle.

## Culture
Le Redmond Derby Days est un festival qui se tient chaque juillet. Il a commencé par une course autour du lac Sammamish, la Redmond Bicycle Derby, en 1939. Depuis lors, c'est devenu un événement durant plusieurs jours avec de multiples activités : une parade, un carnaval, du divertissement...
L'Eastside Symphony (musique), la SecondStory Repertory theater company (théâtre), et la Washington Academy of Performing Arts réalisent leurs prestations à Redmond. La ville a aussi une grande collection de sculptures de haute qualité à l'air libre, dans ses rues et ses parcs.
La Overlake Christian Church est la plus grande église de l'État. L'église, appelée « megachurch », arriva en ville en 1997 après avoir dépassé les limites de son emplacement à Kirkland. Elle cause d'importants embouteillages chaque dimanche sur la Willows Rd.